# Décès en 1040
Décès
- 1036
- 1037
- 1038
- 1039
- 1040
- 1041
- 1042
- 1043
- 1044

Cette page dresse une liste de personnalités mortes au cours de l'année 1040 :
- 17 mars : Harold Pied-de-Lièvre, roi d'Angleterre, de maladie.
- 9 mai : Forte Gabrielli, ermite et moine bénédictin italien, bienheureux catholique. (° 970).
- 17 mai : Harold Pied-de-Lièvre, régent puis roi d'Angleterre.
- 29 mai : Renaud Ier de Nevers, comte de Nevers et d'Auxerre.
- 21 juin : Foulques III Nerra, comte d'Anjou à Metz.
- 13 août : Eberhard de Bamberg, évêque de Bamberg.
- 14 ou 15 août : Duncan Ier (Donnchad), roi d'Écosse de 1034 à 1040.
- 1er octobre : Alain III, duc de Bretagne, à Vimoutiers.
- 27 novembre : Saint Goustan, moine breton.

- Abu Hashim al-Hasan, imam yéménite.
- Abu Nasr Mushkan (en), militaire Tadjik.
- Asjadi (en), poète persan.
- Begtoghdi (en), militaire turc.
- Geoffroy Ier du Perche, seigneur de Mortagne-au-Perche et de Nogent-le-Rotrou et vicomte de Châteaudun (sous le nom de Geoffroy II).
- Gilbert de Brionne, comte d'Eu et peut-être de Brionne.
- Helias de Cologne (en), abbé et musicien irlandais.
- Hugues Ier d'Empúries (en), comte d'Empúries.
- Manuchehri (en), Abu Najm Ahmad ibn Ahmad ibn Qaus Manuchehri ou Manuchehri Damghani, poète royal persan.
- Maria d'Amalfi, noble italienne.
- Nikephoros Dokeianos (en), catépan d'Italie.

date incertaine (vers 1040)
- Otton de Louvain, comte de Louvain et de Bruxelles.
- Jean V de Gaète, consul et duc de Gaète.

## Crédit d'auteurs
- Cet article est partiellement ou en totalité issu de l'article intitulé « 1040 » (voir la liste des auteurs).